# Les Jupons de la Révolution : Marat
Pour les articles homonymes, voir Marat.
Marat, terroriste apatride est un téléfilm français réalisé par Maroun Bagdadi et diffusé en 1989.
Cet épisode, le premier de la série de téléfilms Les Jupons de la Révolution réalisée à l'occasion du Bicentenaire de la Révolution, est consacré au révolutionnaire Jean-Paul Marat. Suivront les épisodes Marie Antoinette, reine d'un seul amour (février 1989), La Baïonnette de Mirabeau (mars 1989), Théroigne de Méricourt, l'amazone rouge (juin 1989), Talleyrand ou Les lions de la revanche (novembre 1989) et Madame Tallien.
La série est novélisée par Jacqueline Dauxois.

## Synopsis
La vie de Marat du 24 mai 1743 à sa mort le 13 juillet 1793.

## Fiche technique
- Réalisateur : Maroun Bagdadi
- Scénariste : Maroun Bagdadi et Daniel Boulanger
- Dialogues : Daniel Boulanger
- Musique : Gabriel Yared
- Directeur de la photographie : Patrick Blossier
- Montage : Luc Barnier
- Monteur son : Michel Klochendler
- Distribution des rôles : Romain Brémond
- Création des décors : Jean-Marc Kerdelhué
- Création des costumes : Christiane Coste
- Société(s) de production : Chrysaride Films, Canal+, M6
- Format : Couleur - 1,66:1 - 35 mm -
- Pays d'origine : France
- Genre : Film historique
- Durée : 99 minutes
- Années de diffusion :
  - 14 juillet 1989
  - 2009 sur M6

## Distribution
- Richard Bohringer : Jean-Paul Marat
- François Négret : Jean-Paul Marat (jeune)
- Marie Trintignant : Charlotte Corday
- Wladimir Yordanoff : Nizam
- Catherine Bidaut : Simone Evrard
- Sylvie Granotier : Mme de Nairac
- Denise Chalem : la marquise de l'Aubespine
- Valeria Bruni Tedeschi : Angelica Kaufman
- Vincent Martin : Louis Legendre
- Jean-Marc Roulot : Abbé Filassier
- Thierry Der'ven : Breguet
- Catherine Alcover : Mlle le Normand
- Michel Albertini : Barraroux
- Éric Viellard : Arthur de Lagrange
- Diane Pierens : Mlle Fleury
- Catherine Maignan : Catherine Evrard
- Jacques Pater : Marquet
- Amélie Gonin : Sarah
- Sandrine Kiberlain : Alexandrine d'Oppède
- Gabriel Le Doze : Zucchi
- Frédérique Bonnal : la mère de Marat
- Sybille Darblay : Mme de Nonnes
- Dimitri Radochevitch : Maître chirurgien
- Humbert Balsan : M. de Nairac
- André Lacombe : Imprimeur
- Georges Mavros : Dufour
- Philippe Lehembre : Abraham
- Michel Bardinet : le père de  Charlotte Corday
- Pierre Aussedat : Augustin Leclerc
- Eric Marion : Oncle Corday
- Monique Couturier : Mère supérieure
- Christophe Laubion : Alexis Corday
- Edward Hastings : Charles Corday
- Michel Armin : Coutelier
- Thierry Langerak : Marquis de l'Aubespine
- Philippe Joiris : le coiffeur
- Nadine Spinoza : la prostituée
- Hilary Staunton : Robert James
- Wendy Stockle : la fermière du château
- William Doherty : le professeur anglais
- Nicholas Hawtrey : l'orateur anglais
- Paul Barrett : le fermier du château
- Dominique Chevalier : le Dr Guillotin
- Vincent Rigaud  : le valet du marquis de l'Aubespine
- Catherine Pietri : Chimère
- Jean-Charles Dumay : l'aveugle
- Vincent Gasperitsch  : le berger